# Stripe
Stripe是一家協助個人或公司在互聯網上接受付款服務的支付服务提供商。Stripe提供在網上接受付款所需的技術、避免信用卡詐騙技術及銀行基礎設施。

## 付款後勤
網頁開發者可以使用Stripe在無需開設商家帳戶下在網上接受付款。Stripe在付款後兩天內等候期檢查交易所涉及的公司以防止潛在的詐騙，然後Stripe便會把資金傳送到收款人的戶口。

## 歷史
帕特里克·科里森和約翰·科里森在2010年成立了Stripe，該創始公司初期名叫「/dev/payments」。這個名字在公司外經常被人拼錯造成了混淆，所以便改名為「Stripe」。2010年6月，Stripe由Y Combinator獲得了種子基金。2011年5月，Stripe由投資者彼得·泰爾和投資公司紅杉資本及安德森霍洛維茨中取得了200萬美元。2012年2月，Stripe在紅杉資本所帶領的一輪A系列投資中取得180萬美元，估值達一億美元。Stripe在大規模的私人Beta測試後在2011年9月公開推出。在公開推出後不足一年，Stripe便由General Catalyst Partners、紅杉資本、彼得·泰爾、Redpoint Ventures、克里斯·迪克森和亞倫·萊維的B系列投資中取得二千萬美元投資。2013年3月，Stripe收購了任務管理程式Kickoff。
2014年3月，行政總裁帕特里克·科里森宣佈Stripe將會支援使用比特幣付款。

## 融资历史
- 2018年9月27日，E轮融资，Stripe获得 Tiger Global Management 领投，Sequoia Capital、Khosla Ventures、Thrive Capital和DST Global跟投的2.45亿美金投资。[12]。
- 2019年1月29日，E+轮融资，Stripe获得 Tiger Global Management 独家投资的1亿美金资金。
- 2019年9月19日，G轮融资，Stripe获得 Andreessen Horowitz 和 General Catalyst领投，Sequoia Capital跟投的2.5亿美元投资。[12]
- 2020年4月16日，G+轮融资，Sequoia Capital、Andreessen Horowitz、GV和General Catalyst共同投资了6亿美金。
- 2020年5月28日，Stripe通过二级市场获得个人投资者Jean-Sébastien Wallez的投资。
- 2021年3月14日，H轮融资，Stripe获得 Allianz X, AXA Group, Baillie Gifford, Fidelity Management and Research Company, National Treasury Management Agency (NTMA) 和 Sequoia Capital 共同投资的6亿美元资金。[12]

## 外部連結
- 官方网站